# Chinana argentina
Chinana argentina är en insektsart som beskrevs av Victor Lallemand 1927. Chinana argentina ingår i släktet Chinana och familjen spottstritar. Inga underarter finns listade i Catalogue of Life.